# Dampvalley-lès-Colombe
Dampvalley-lès-Colombe is een gemeente in het Franse departement Haute-Saône (regio Bourgogne-Franche-Comté) en telt 109 inwoners (2011). De plaats maakt deel uit van het arrondissement Vesoul.

## Geografie
De oppervlakte van Dampvalley-lès-Colombe bedraagt 6,2 km², de bevolkingsdichtheid is dus 17,6 inwoners per km².
De onderstaande kaart toont de ligging van Dampvalley-lès-Colombe met de belangrijkste infrastructuur en aangrenzende gemeenten.

## Demografie
Onderstaande figuur toont het verloop van het inwonertal (bron: INSEE-tellingen).